# Madame (album)
Pour les articles homonymes, voir Madame (homonymie).
Albums de Barbara
Le Soleil noir
(1968) L’Aigle noir
(1970)
Madame est le dixième album de chansons enregistrées en studio par la chanteuse Barbara. L’édition originale est sortie en France en 1970.

## Édition originale de l’album
- Janvier 1970 : Madame, disque microsillon 33 tours/30cm, Philips (6311 004).

– Pochette : photographie en couleurs réalisée par Pierre Dawlat.
– Gravure universelle : mono/stéréo.

### Réalisation
Au sujet des huit chansons extraites de la pièce de théâtre Madame, de Remo Forlani : elles furent enregistrées en trois sessions (du 23 au 26 septembre, du 10 au 14 novembre et du 18 et 19 décembre 1969), au Studio des Dames dans le 8e arrondissement de Paris.
- Arrangement musical et direction d'orchestre : Jean-Claude Vannier.
- Prise de son : Roland Guillotel et Jean Luc Pourquier.
- Réalisation : Frank Giboni

### Musiciens
Sur tous les titres :
- Barbara : piano
- Michel Gaudry : contrebasse
- Roland Romanelli : accordéon électronique

Sur les huit premiers titres :
- Mathias Camison : clavecin, piano
- Marc Chantereau : percussions
- Pierre Dahan : batterie
- Jacques Di Donato : clarinette
- Bernard Lubat : percussions
- Bernard Vittet : trompette
- Michel Zaunonghi : percussions

Sur les quatre derniers titres :
- Francis Darizcuren : guitare
- Gilbert Sigrist : piano

### Chansons
L’album contient huit chansons extraites de la pièce de théâtre Madame — jouée à Paris au Théâtre de la Renaissance — et les quatre titres du super 45 tours paru à l’occasion du Musicorama du 22 janvier 1968.
Face A
| No | Titre                         | Paroles      | Musique | Durée      |
| -- | ----------------------------- | ------------ | ------- | ---------- |
| 1. | De jolies putes               | Rémo Forlani | Barbara | 2 min 20 s |
| 2. | Le 4 novembre                 | Rémo Forlani | Barbara | 2 min 43 s |
| 3. | Regardez le regard des hommes | Rémo Forlani | Barbara | 2 min 54 s |
| 4. | Ils étaient cinq              | Rémo Forlani | Barbara | 2 min 54 s |
| 5. | Je serai douce                | Rémo Forlani | Barbara | 2 min 15 s |

Face B
| No | Titre                           | Paroles                     | Musique                        | Durée      |
| -- | ------------------------------- | --------------------------- | ------------------------------ | ---------- |
| 1. | Le Passant                      | (Air fredonné)              | Barbara                        | 1 min 14 s |
| 2. | Amoureuse                       | Rémo Forlani                | Barbara                        | 1 min 55 s |
| 3. | La Nuit tu dors                 | Rémo Forlani                | Barbara                        | 3 min 20 s |
| 4. | Les Amis de Monsieur            | Eugène Héros, Cellarius     | Harry Fragson, Lucien Delormel | 1 min 45 s |
| 5. | La Vie d'artiste                | Léo Ferré, Francis Claude   | Léo Ferré                      | 1 min 48 s |
| 6. | Elle vendait des p’tits gâteaux | Vincent Scotto, Jean Bertet | Vincent Scotto                 | 1 min 57 s |
| 7. | La Chanson de Margaret          | Pierre Mac Orlan            | V. Marceau                     | 3 min 11 s |

## Discographie liée à l’album
Identifications des différents supports :
EP (Extended Playing) = Microsillon 45 tours/17 cm (4 titres), ou super 45 tours.
LP (Long Playing) = Microsillon 33 tours/30 cm.
CD (Compact Disc) = Disque compact

### Super 45 tours
- Janvier 1968 : EP Philips (437 412 BE).

– Face 1 : Elle vendait des p’tits gâteaux (Vincent Scotto, Jean Bertet - Vincent Scotto) • La Vie d'artiste (Francis Claude, Léo Ferré - Léo Ferré).
– Face 2 : La Chanson de Margaret (Pierre Mac Orlan – V. Marceau) • Les Amis de Monsieur (Eugène Héros, Cellarius - Harry Fragson, Lucien Delormel).

### Publication contenant les 12 chansons de l’album
- Mars 1992 : Madame, CD Philips/Phonogram (510779-2)[3].

– La photographie en noir et blanc de la couverture du livret est de Pierre Dawlat.

### Rééditions de l’album
- Décembre 2002 : Madame, CD Mercury/Universal (063 179-2)[4].

– Reproduction en digipak de la pochette originale.
- Septembre 2007 : Madame, CD (13,5 x 13,5), Philips/Mercury/Universal, coll. « Vintage Vinyl Replica » (530 118-0).

– Réplique recto/verso de la pochette originale.
- Novembre 2010 : Madame, CD Mercury/Universal (274 975-0)[5].

– Réplique recto/verso de la pochette originale.